# Marina Gatell
Marina Gatell i Poch (Sabadell, 11 luglio 1979) è un'attrice spagnola.

## Filmografia parziale

### Cinema
- Nosotras, regia di Judith Colell (2000)
- Lisístrata, regia di Francesc Bellmunt (2002)
- Va a ser que nadie es perfecto, regia di Joaquín Oristrell (2006)
- The Ungodly, regia di Thomas Dunn (2007)
- Little Ashes, regia di Paul Morrison (2008)
- Intrusos en Manasés, regia di Juan Carlos Claver (2008)
- Maximum Shame, regia di Carlos Atanes (2010)
- Pa negre, regia di Agustí Villaronga (2010)
- Rastres de sàndal, regia di Maria Ripoll (2014)

### Televisione
- 7 vidas (2000-2001)
- Majoria absoluta (2002-2004)
- El mundo de Chema (2006)
- Lalola (2008-2009)
- Fisica o chimica (Física o química) (2010)
- Felipe y Letizia (2010)
- 39+1 (2014)
- La cuoca di Castamar (La cocinera de Castamar) – serie TV, 12 episodi (2021)